# Hopman Cup 2010
Résultats détaillés de l'édition 2010 du tournoi de tennis professionnel mixte Coupe Hopman.
La Hopman Cup 2010 est la 22e édition du tournoi. Huit équipes mixtes participent à la compétition finale, dont une qualifiée asiatique (le Kazakhstan). La compétition se dispute selon les modalités dites du « round robin » : deux poules de quatre équipes, les deux premières de chacune  disputant le titre en finale. Chaque confrontation entre deux pays consiste en trois phases : un simple dames, un simple messieurs et un double mixte décisif.
Le tournoi, qui commence le 2 janvier 2010 au Burswood Entertainment Complex, se déroule à Perth, en Australie.

## Faits marquants
C'est la paire espagnole composée de María José Martínez Sánchez et de Tommy Robredo qui gagne la finale face aux Britanniques Laura Robson et Andy Murray.
Il s'agit de la troisième victoire de l'Espagne en Hopman Cup et de la seconde pour Robredo après 2002.

## Parcours
| No | Équipe                            | Résultat       | Ultimes adversaires                   |
| -- | --------------------------------- | -------------- | ------------------------------------- |
| 1  | Samantha Stosur Lleyton Hewitt    | 3e du groupe A | 1 victoire 2 défaites                 |
| 2  | Elena Dementieva Igor Andreev     | 3e du groupe B | 1 victoire 2 défaites                 |
| 3  | Laura Robson Andy Murray          | Finale         | María José Martínez Tommy Robredo (4) |
| 4  | María José Martínez Tommy Robredo | Victoire       | Laura Robson Andy Murray (3)          |

| No | Équipe                               | Résultat       | Ultimes adversaires   |
| -- | ------------------------------------ | -------------- | --------------------- |
| 1  | Sabine Lisicki Philipp Kohlschreiber | 4e du groupe B | 0 victoire 3 défaites |
| 2  | Sorana Cîrstea Victor Hănescu        | 4e du groupe A | 1 victoire 2 défaites |
| 3  | Melanie Oudin John Isner             | 2e du groupe A | 1 victoire 2 défaites |
| 4  | Yaroslava Shvedova Andrey Golubev    | 2e du groupe B | 2 victoires 1 défaite |

## Matchs de poule
L'équipe en tête de chaque poule se voit qualifiée pour la finale.

### Groupe A

#### Classement
| #   | Équipe victorieuse | Adversaire | Score |
| 1er | Roumanie           | Australie  | 2 - 1 |
| 2e  | Espagne            | États-Unis | 3 - 0 |
| 3e  | Australie          | États-Unis | 2 - 1 |
| 4e  | Espagne            | Roumanie   | 3 - 0 |
| 5e  | Espagne            | Australie  | 3 - 0 |
| 6e  | États-Unis         | Roumanie   | 3 - 0 |

| #   | Pays       | Points | Matchs | Sets   |
| --- | ---------- | ------ | ------ | ------ |
| 1re | Espagne    | 3 - 0  | 9 - 0  | 16 - 2 |
| 2e  | États-Unis | 1 - 2  | 4 - 5  | 5 - 11 |
| 3e  | Australie  | 1 - 2  | 3 - 6  | 9 - 13 |
| 4e  | Roumanie   | 1 - 2  | 2 - 7  | 5 - 9  |

#### Matchs détaillés
|  | Équipe 1 | Score | Équipe 2  |  |
|  | Roumanie | 2 – 1 | Australie |  |

| Ordre des matchs | Joueurs           | Points au premier set | Points au second set | Points au troisième set |
| ---------------- | ----------------- | --------------------- | -------------------- | ----------------------- |
| 1                | Sorana Cîrstea    | 3                     | 6                    | 6                       |
| 1                | Samantha Stosur   | 6                     | 4                    | 3                       |
|                  |                   |                       |                      |                         |
| 2                | Victor Hănescu    | 6                     | 3                    | 62                      |
| 2                | Lleyton Hewitt    | 3                     | 6                    | 7                       |
|                  |                   |                       |                      |                         |
| 3                | Cîrstea - Hănescu | 7                     | 6                    |                         |
| 3                | Stosur - Hewitt   | 5                     | 1                    |                         |

|  | Équipe 1 | Score | Équipe 2   |  |
|  | Espagne  | 3 – 0 | États-Unis |  |

| Ordre des matchs | Joueurs                     | Points au premier set | Points au second set | Points au troisième set |
| ---------------- | --------------------------- | --------------------- | -------------------- | ----------------------- |
| 1                | María José Martínez Sánchez | 6                     | 6                    |                         |
| 1                | Melanie Oudin               | 4                     | 4                    |                         |
|                  |                             |                       |                      |                         |
| 2                | Tommy Robredo               | 65                    | 6                    | 7                       |
| 2                | John Isner                  | 7                     | 3                    | 64                      |
|                  |                             |                       |                      |                         |
| 3 (sans enjeu)   | Sánchez - Robredo           | 6                     | 7                    |                         |
| 3 (sans enjeu)   | Oudin - Isner               | 4                     | 5                    |                         |

|  | Équipe 1  | Score | Équipe 2   |  |
|  | Australie | 2 – 1 | États-Unis |  |

| Ordre des matchs | Joueurs         | Points au premier set | Points au second set | Points au troisième set |
| ---------------- | --------------- | --------------------- | -------------------- | ----------------------- |
| 1                | Samantha Stosur | 6                     | 6                    |                         |
| 1                | Melanie Oudin   | 2                     | 4                    |                         |
|                  |                 |                       |                      |                         |
| 2                | Lleyton Hewitt  | 6                     | 7                    |                         |
| 2                | John Isner      | 1                     | 5                    |                         |
|                  |                 |                       |                      |                         |
| 3 (sans enjeu)   | Stosur - Hewitt | 6                     | 1                    | 65                      |
| 3 (sans enjeu)   | Oudin - Isner   | 2                     | 6                    | 7                       |

|  | Équipe 1 | Score | Équipe 2 |  |
|  | Espagne  | 3 – 0 | Roumanie |  |

| Ordre des matchs | Joueurs                     | Points au premier set | Points au second set | Points au troisième set |
| ---------------- | --------------------------- | --------------------- | -------------------- | ----------------------- |
| 1                | María José Martínez Sánchez | 6                     | 6                    |                         |
| 1                | Sorana Cîrstea              | 4                     | 3                    |                         |
|                  |                             |                       |                      |                         |
| 2                | Tommy Robredo               | 6                     | 6                    |                         |
| 2                | Victor Hănescu              | 3                     | 0                    |                         |
|                  |                             |                       |                      |                         |
| 3 (sans enjeu)   | Sánchez - Robredo           |                       |                      |                         |
| 3 (sans enjeu)   | Cîrstea - Hănescu           | forfait               |                      |                         |

|  | Équipe 1 | Score | Équipe 2  |  |
|  | Espagne  | 3 – 0 | Australie |  |

| Ordre des matchs | Joueurs                     | Points au premier set | Points au second set | Points au troisième set |
| ---------------- | --------------------------- | --------------------- | -------------------- | ----------------------- |
| 1                | María José Martínez Sánchez | 6                     | 6                    |                         |
| 1                | Samantha Stosur             | 4                     | 1                    |                         |
|                  |                             |                       |                      |                         |
| 2                | Tommy Robredo               | 6                     | 6                    |                         |
| 2                | Lleyton Hewitt              | 2                     | 4                    |                         |
|                  |                             |                       |                      |                         |
| 3 (sans enjeu)   | Sánchez - Robredo           | 6                     | 3                    | 7                       |
| 3 (sans enjeu)   | Stosur - Hewitt             | 3                     | 6                    | 67                      |

|  | Équipe 1   | Score | Équipe 2 |  |
|  | États-Unis | 3 – 0 | Roumanie |  |

| Ordre des matchs | Joueurs           | Points au premier set | Points au second set | Points au troisième set |
| ---------------- | ----------------- | --------------------- | -------------------- | ----------------------- |
| 1                | Melanie Oudin     | 6                     | 6                    |                         |
| 1                | Sorana Cîrstea    | 2                     | 3                    |                         |
|                  |                   |                       |                      |                         |
| 2                | John Isner        |                       |                      |                         |
| 2                | Victor Hănescu    | forfait               |                      |                         |
|                  |                   |                       |                      |                         |
| 3 (sans enjeu)   | Oudin - Isner     |                       |                      |                         |
| 3 (sans enjeu)   | Cîrstea - Hănescu | forfait               |                      |                         |

### Groupe B

#### Classement
| #   | Équipe victorieuse | Adversaire | Score |
| 1er | Russie             | Allemagne  | 2 - 1 |
| 2e  | Royaume-Uni        | Kazakhstan | 2 - 1 |
| 3e  | Royaume-Uni        | Allemagne  | 2 - 1 |
| 4e  | Kazakhstan         | Russie     | 2 - 1 |
| 5e  | Royaume-Uni        | Russie     | 2 - 1 |
| 6e  | Kazakhstan         | Allemagne  | 2 - 0 |

| #   | Pays        | Points | Matchs | Sets   |
| --- | ----------- | ------ | ------ | ------ |
| 1re | Royaume-Uni | 3 - 0  | 6 - 3  | 13 - 8 |
| 2e  | Kazakhstan  | 2 - 1  | 5 - 3  | 11 - 7 |
| 3e  | Russie      | 1 - 2  | 4 - 5  | 9 - 11 |
| 4e  | Allemagne   | 0 - 3  | 2 - 6  | 5 - 12 |

#### Matchs détaillés
|  | Équipe 1 | Score | Équipe 2  |  |
|  | Russie   | 2 – 1 | Allemagne |  |

| Ordre des matchs | Joueurs                 | Points au premier set | Points au second set | Points au troisième set |
| ---------------- | ----------------------- | --------------------- | -------------------- | ----------------------- |
| 1                | Elena Dementieva        | 4                     | 1                    |                         |
| 1                | Sabine Lisicki          | 6                     | 6                    |                         |
|                  |                         |                       |                      |                         |
| 2                | Igor Andreev            | 6                     | 6                    | 6                       |
| 2                | Philipp Kohlschreiber   | 3                     | 7                    | 2                       |
|                  |                         |                       |                      |                         |
| 3                | Dementieva - Andreev    | 6                     | 7                    |                         |
| 3                | Lisicki - Kohlschreiber | 4                     | 67                   |                         |

|  | Équipe 1    | Score | Équipe 2   |  |
|  | Royaume-Uni | 2 – 1 | Kazakhstan |  |

| Ordre des matchs | Joueurs            | Points au premier set | Points au second set | Points au troisième set |
| ---------------- | ------------------ | --------------------- | -------------------- | ----------------------- |
| 1                | Laura Robson       | 6                     | 3                    | 0                       |
| 1                | Yaroslava Shvedova | 4                     | 6                    | 6                       |
|                  |                    |                       |                      |                         |
| 2                | Andy Murray        | 6                     | 6                    |                         |
| 2                | Andrey Golubev     | 2                     | 2                    |                         |
|                  |                    |                       |                      |                         |
| 3                | Robson - Murray    | 6                     | 5                    | 7                       |
| 3                | Shvedova - Golubev | 3                     | 7                    | 610                     |

|  | Équipe 1    | Score | Équipe 2  |  |
|  | Royaume-Uni | 2 – 1 | Allemagne |  |

| Ordre des matchs | Joueurs                 | Points au premier set | Points au second set | Points au troisième set |
| ---------------- | ----------------------- | --------------------- | -------------------- | ----------------------- |
| 1                | Laura Robson            | 65                    | 2                    |                         |
| 1                | Sabine Lisicki          | 7                     | 6                    |                         |
|                  |                         |                       |                      |                         |
| 2                | Andy Murray             | 6                     | 6                    |                         |
| 2                | Philipp Kohlschreiber   | 4                     | 1                    |                         |
|                  |                         |                       |                      |                         |
| 3                | Robson - Murray         | 6                     | 6                    |                         |
| 3                | Lisicki - Kohlschreiber | 3                     | 2                    |                         |

|  | Équipe 1   | Score | Équipe 2 |  |
|  | Kazakhstan | 2 – 1 | Russie   |  |

| Ordre des matchs | Joueurs              | Points au premier set | Points au second set | Points au troisième set |
| ---------------- | -------------------- | --------------------- | -------------------- | ----------------------- |
| 1                | Yaroslava Shvedova   | 3                     | 1                    |                         |
| 1                | Elena Dementieva     | 6                     | 6                    |                         |
|                  |                      |                       |                      |                         |
| 2                | Andrey Golubev       | 6                     | 6                    |                         |
| 2                | Igor Andreev         | 4                     | 3                    |                         |
|                  |                      |                       |                      |                         |
| 3                | Shvedova - Golubev   | 7                     | 6                    |                         |
| 3                | Dementieva - Andreev | 63                    | 4                    |                         |

|  | Équipe 1    | Score | Équipe 2 |  |
|  | Royaume-Uni | 2 – 1 | Russie   |  |

| Ordre des matchs | Joueurs              | Points au premier set | Points au second set | Points au troisième set |
| ---------------- | -------------------- | --------------------- | -------------------- | ----------------------- |
| 1                | Laura Robson         | 4                     | 0                    |                         |
| 1                | Elena Dementieva     | 6                     | 6                    |                         |
|                  |                      |                       |                      |                         |
| 2                | Andy Murray          | 6                     | 6                    |                         |
| 2                | Igor Andreev         | 1                     | 0                    |                         |
|                  |                      |                       |                      |                         |
| 3                | Robson - Murray      | 6                     | 6                    | 7                       |
| 3                | Dementieva - Andreev | 4                     | 7                    | 6                       |

|  | Équipe 1   | Score | Équipe 2  |  |
|  | Kazakhstan | 2 – 0 | Allemagne |  |

| Ordre des matchs | Joueurs                 | Points au premier set | Points au second set | Points au troisième set |
| ---------------- | ----------------------- | --------------------- | -------------------- | ----------------------- |
| 1                | Yaroslava Shvedova      | 6                     | 7                    |                         |
| 1                | Sabine Lisicki          | 4                     | 63                   |                         |
|                  |                         |                       |                      |                         |
| 2                | Andrey Golubev          | 6                     | 6                    |                         |
| 2                | Philipp Kohlschreiber   | 2                     | 1                    |                         |
|                  |                         |                       |                      |                         |
| 3 (sans enjeu)   | Shvedova - Golubev      | non                   |                      |                         |
| 3 (sans enjeu)   | Lisicki - Kohlschreiber | joué                  |                      |                         |

## Finale
La finale de la Hopman Cup 2010 se joue entre l'Espagne et le Royaume-Uni.
|  | Équipe 1    | Score | Équipe 2 |  |
|  | Royaume-Uni | 1 – 2 | Espagne  |  |